# 奥布河畔蒙蒂尼
奥布河畔蒙蒂尼（法語：Montigny-sur-Aube，法語發音：[mɔ̃tiɲi syʁ ob]）是法国科多尔省的一个市镇，位于该省北部，属于蒙巴尔区。

## 地理
奥布河畔蒙蒂尼（47°57'12"N, 4°46'39"E）面积19.5 平方千米，位于法国勃艮第-弗朗什-孔泰大區科多尔省，该省份为法国中东部省份，北起奥布省，西接涅夫勒省和约讷省，南至索恩-卢瓦尔省，东南接汝拉省，东临上索恩省，东北部与上马恩省接壤。
与奥布河畔蒙蒂尼接壤的市镇（或旧市镇、城区）包括：热夫罗勒、里耶勒莱索、奥布河畔沃索勒、比塞拉科特、库尔邦、拉特勒塞-奥布河畔奥尔穆瓦。

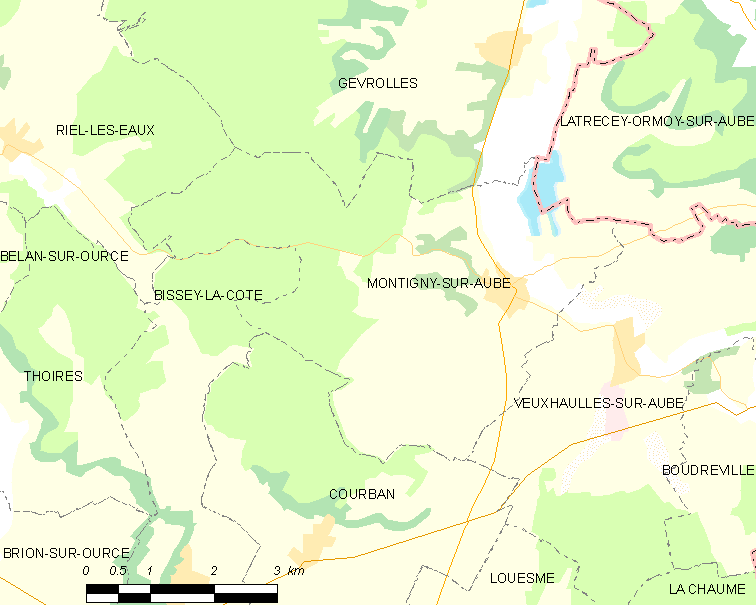
奥布河畔蒙蒂尼的OSM定位图

奥布河畔蒙蒂尼的时区为UTC+01:00、UTC+02:00（夏令时）。

## 行政
奥布河畔蒙蒂尼的邮政编码为21520，INSEE市镇编码为21432。

## 政治
奥布河畔蒙蒂尼所属的省级选区为塞纳河畔沙蒂永县。

## 人口

1962-2008年间奥布河畔蒙蒂尼人口变化图示

奥布河畔蒙蒂尼于2022年1月1日时的人口数量为255人。